# Bill Vint
Bill Vint – vollständiger Name Arthur Kingsley Vint – (* 1906; † 7. Januar 1993) war ein englischer Tischtennisfunktionär. Er wirkte im Englischen Tischtennisverband ETTA und im Weltverband ITTF.

## Englischer Tischtennisverband ETTA
Von 1931 bis 1973 arbeitete er für den Englischen Tischtennisverband ETTA in verschiedenen Positionen. Zunächst wurde er 1931 Schatzmeister, ab 1950 übernahm er zusätzlich das Amt des Generalsekretärs. Ende 1957 wurde er Präsident (Chairman). 1962 trat er zurück, um von 1970 bis 1973 als Nachfolger des verstorbenen T. Austin Harrisson Geschäftsführer (President) zu werden. 1973 ging er in den Ruhestand, sein Nachfolger wurde Maurice Goldstein.

## Weltverband ITTF
Nach dem Zweiten Weltkrieg übernahm Vint Verantwortung im ITTF. Ab 1947 arbeitete er 22 Jahre lang als Schatzmeister. Danach übernahm er bis 1977 den Posten des Generalsekretärs (Treasurer). In dieser Zeit trieb er den Aufbau des ITTF-Sekretariats in Hastings voran. 1977 wurde er zum Ehrenmitglied und Berater (Council Consultant) auf Lebenszeit ernannt.
1967 wurde Vint Ehrenmitglied des Swaythling Club International.

## Auszeichnungen
Wegen seiner Verdienste um den Tischtennissport wurde Vint mit mehreren Auszeichnungen geehrt:
- 1957: OBE, die vierte Stufe des Order of the British Empire
- 1982: Ehrenmitglied der Commonwealth Table Tennis Federation[2]
- 1985/86: Ehrenpräsident auf Lebenszeit (Hon. Life Vice President) des Englischen Tischtennisverbandes ETTA
- 1989: Vint erhält als Erster den ITTF Merit Award[3]
- 1997: Aufnahme in die ITTF Hall of Fame

## Privat
Bill Vint war verheiratet mit Nora.